# Geograpsus crinipes
Geograpsus crinipes är en kräftdjursart som först beskrevs av James Dwight Dana 1852.  Geograpsus crinipes ingår i släktet Geograpsus och familjen ullhandskrabbor. Inga underarter finns listade i Catalogue of Life.